# 巴西艾拉電鰻
巴西艾拉電鰻，為輻鰭魚綱電鰻目大吻電鰻科艾拉電鰻屬的其中一種，為熱帶淡水魚，分布於南美洲巴西黑河支流Jauaperi河流域，體長可達36公分，棲息在底中層水域，生活習性不明。